# Puerto de la Concepción
Puerto de la Concepción är en ort i Mexiko.   Den ligger i kommunen Cadereyta de Montes och delstaten Querétaro Arteaga, i den centrala delen av landet, 160 km nordväst om huvudstaden Mexico City. Puerto de la Concepción ligger 2 093 meter över havet och antalet invånare är 419.
Terrängen runt Puerto de la Concepción är kuperad åt nordost, men åt sydväst är den platt. Runt Puerto de la Concepción är det ganska glesbefolkat, med 38 invånare per kvadratkilometer. Närmaste större samhälle är Tequisquiapan, 19,6 km söder om Puerto de la Concepción. Trakten runt Puerto de la Concepción består i huvudsak av gräsmarker.